# Live in Japan (Rodrigo y Gabriela)
Live in Japan è il secondo album dal vivo del duo di chitarristi messicani Rodrigo y Gabriela, pubblicato nel 2008.

## Tracce
Tutte le tracce sono di Rodrigo Sánchez e Gabriela Quintero tranne dove indicato.
1. OK Tokyo – 5:42
2. Juan Loco – 5:53
3. Orion (James Hetfield, Lars Ulrich, Cliff Burton) – 2:58
4. Foc – 10:43
5. Satori – 5:31
6. Ixtapa – 5:43
7. Vikingman – 3:53
8. Take Five (Paul Desmond) – 5:18
9. One (Hetfield, Ulrich) – 5:04
10. Gabriela Solo – 4:19
11. Rodrigo Solo – 3:29
12. Stairway to Heaven (Jimmy Page, Robert Plant) – 5:19
13. Tamacun – 6:18
14. Diablo Rojo – 5:34